# رابرت دنهم
رابرت دنهم (انگلیسی: Robert Denham) کارآفرین، بازرگان و مدیر ارشد اجرایی آمریکایی است، که در حال حاضر به‌عنوان عضو هیئت مدیره شرکت شورون فعالیت می‌کند.